# Amara Benyounès
Amara Benyounès, né en 1958 à Aïn El Hammam, dans la Wilaya de Tizi Ouzou, en Algérie, est un homme politique algérien. 
Il occupe le poste de secrétaire général du Mouvement populaire algérien (MPA).

## Biographie

### Enfance et formation
Amara Benyounès a étudié à l'université Paris I – Panthéon Sorbonne en 1986. 

### Carrière
Benyounès a soutenu la candidature du président algérien à un quatrième mandat en avril 2014.
Le 23 juillet 2015, le président algérien Abdelaziz Bouteflika procède à un remaniement partiel du gouvernement d’Abdelmalek Sellal. Amara Benyounès alors ministre du Commerce depuis avril 2014, est limogé.
En avril 2018, Djamel Ould Abbès est secrétaire général du FLN.
Le 26 mai 2019, il dans le contexte des manifestations de 2019 en Algérie, il est renvoyé devant la Cour suprême.
Il est placé le 13 juin 2019 en détention provisoire dans le cadre d'affaires de corruption,. Il a été condamné dans le cadre de l'affaire Haddad par le tribunal de Sidi M'Hamed à trois ans d'emprisonnement. Sa peine est réduite en appel à une année de prison le 3 novembre 2020, ce qui lui permet de quitter la prison,.